# Neale Donald Walsch
Neale Donald Walsch (Milwaukee, 10 settembre 1943) è uno scrittore e conduttore radiofonico statunitense.

## Biografia
Walsch è conosciuto soprattutto per i suoi libri in cui trascrive dei presunti dialoghi che avrebbe fatto con Dio in seguito a una situazione molto spiacevole della sua vita, durante la quale avrebbe avuto un grave incidente stradale, e sarebbe rimasto senza lavoro e famiglia.
La sua trilogia dedicata alle sue conversazioni con Dio divenne un best seller della letteratura New Age, venne tradotta in oltre ventisette lingue, e vendette oltre sette milioni di copie in tutto il mondo.
Walsch fondò anche la Conversations with God Foundation (ex ReCreation) e l'organizzazione Team di Humanity.
Nel 2006 è uscito un film biografico a lui dedicato: Conversazioni con Dio.

## Opere
- La Piccola Anima e il Sole. Non avere paura del buio, ti aiuterà a trovare la luce (anno pub.2001-2009 Editore: Sperling & Kupfer ISBN 9788860615374 Pagine: 88)
- Amicizia con Dio. Un dialogo fuori dal comune (anno pub.2002-2012 Editore: Sperling & Kupfer ISBN 9788860617828 Pagine: 376)
- Meditazioni da Conversazioni con Dio (anno pub.2006 Editore: Sperling & Kupfer ISBN 9788820041670 Pagine: 160)
- Ritrovare la Luce. Un percorso di rinascita spirituale (anno pub.2007 Editore: Sperling & Kupfer ISBN 	9788820043612 Pagine: 150)
- Quando Tutto Cambia, Cambia Tutto. Trovare la serenità in un mondo in tumulto (anno pub.2010-2014 Editore: Pickwick Libri ISBN 9788868362195 Pagine: 300)
- Il Piccolo Libro della Vita. Istruzioni per l'uso (anno pub.2011 Editore: Il Punto d'Incontro Edizioni ISBN 9788880938323 Pagine: 224)
- Felici Più di Dio. Come trasformare la propria vita in una esperienza straordinaria (anno pub.2014 Editore: Sperling & Kupfer ISBN 9788820051778 Pagine: 211)
- Conversazioni con Dio. Libro Primo. Un dialogo fuori dal comune (anno pub.2018 Editore: Pickwick Libri ISBN 9788868365158 Pagine: 243)
- Conversazioni con Dio. Libro Secondo. Un dialogo fuori dal comune (anno pub.2018 Editore: Pickwick Libri ISBN 9788868365141 Pagine: 229)
- Conversazioni con Dio. Libro Terzo. Un dialogo fuori dal comune (anno pub.2020 Editore: Pickwick Libri ISBN 9788855440387 Pagine: 392)
- Conversazioni con Dio. Libro Quarto. Il risveglio della specie (anno pub.2018 Editore: My Life Edizioni ISBN 9788863864632 Pagine: 288)